# Архиепархия Эрнакулам — Ангамали
Архиепархия Эрнакулам — Ангамали (лат. Archieparchia Ernakulamensis-Angamaliensis) — архиепархия Сиро-малабарской католической церкви c центром в городе Эрнакулам, Индия. В митрополию Эрнакулам — Ангамали  входят епархии Идукки и Котамангалама. Кафедральным собором архиепархии Эрнакулам — Ангамали является церковь Пресвятой Девы Марии. 

## История
28 июля 1896 года Римский папа Лев XIII издал бреве Quae rei sacrae, которым учредил апостольский викариат Эрнакулама для Сиро-малабарской католической церкви, выделив его из апостольских викариатов Коттаяма (сегодня — Архиепархия Чанганачерри) и Тричура (сегодня — Архиепархия Тричура). 
21 декабря 1923 года Римский папа Пий XI выпустил буллу Romani Pontifices, которой возвёл апостольский викариат Эрнакулама в ранг архиепархии. 
29 июля 1956 года архиепархия Эрнакулама передала часть своей территории для возведения новой епархии Котамангалама. 
16 декабря 1992 года Римский папа Иоанн Павел II издал буллу Quae maiori, которой переименовал архиепархию Эрнакулама в архиепархию Эрнакулам — Ангамали.

## Ординарии архиепархии
- епископ Мар Алоизий Пасхепарамбил (11.08.1896 — † 9.12.1919)
- архиепископ мар Августин Кандатхил (9.12.1919 — † 10.01.1956)
- кардинал Иосиф Парекаттил (20.07.1956 — 30.01.1984)
- кардинал Антоний Падияра (23.04.1985 — 11.11.1996)
- кардинал Варкай Витхаятхил (18.12.1999 — † 1.04.2011)
- кардинал Георг Аленчерри (24.05.2011 — 7.12.2023, в отставке);
  - епископ Боско Путур (7.12.2023 — 09.02.2024 — апостольский администратор ad nutum Sanctae Sedis);
- верховный архиепископ Рафаэль Таттил — (9 января 2024 — по настоящее время).

## Источник
- Annuario Pontificio, Libreria Editrice Vaticana, Città del Vaticano, 2003, ISBN 88-209-7422-3
- Булла Quae maiori Архивная копия от 18 мая 2014 на Wayback Machine  (лат.)